# Walter Davoine
Walter Davoine (né le 27 mars 1935 à Montevideo en Uruguay) est un footballeur international uruguayen, qui évoluait au poste de défenseur.

## Biographie

### Carrière en sélection
Avec l'équipe d'Uruguay, il joue 6 matchs (pour aucun but inscrit) en 1959. 
Il figure dans le groupe des sélectionnés lors des championnats sud-américains de 1959 (Argentine) et de 1959 (Équateur). La sélection uruguayenne remporte le tournoi organisé en Équateur.

## Palmarès
Uruguay
- Championnat sud-américain (1) :
  - Vainqueur : 1959 (Équateur).